# 石塚久也
石塚 久也（いしづか ひさや、1981年8月25日 - ）は、埼玉県出身の競艇選手。登録番号4144。身長161cm。血液型O型。89期。

師匠は浅見昌克。同期に梶野学志、山田雄太、吉本玲緒らがいる。

## 来歴
- やまと競艇学校時代、卒業記念競走に優出（4着）し、優秀選手の表彰を受けた。
- 2001年11月16日、戸田競艇場でデビュー（4着）。
- 2004年9月20日、鳴門競艇場での「鳴門グランドオープン記念サントリーモルツカップ競走」で初優勝。
- 2005年1月25日、宮島競艇場での新鋭王座決定戦競走でG1初出場。1月27日、G1初勝利。
- 2008年2月7日、多摩川競艇場での「第22回関東競艇専門紙記者クラブ杯」で2度目の優勝。
- 2009年9月27日、三国競艇場での「ながつき第3戦」で3度目の優勝。